# Funció gamma el·líptica
En matemàtiques, la funció gamma el·líptica és una generalització de la funció q-gamma, la qual és en si mateixa un q-anàleg de la funció gamma ordinària.
Està íntimament relacionada amb la funció estudiada per Jackson (1905), i pot ser expressada en termes de la funció gamma triple.
La seva representació és la següent:
{\displaystyle \Gamma (z;p,q)=\prod _{m=0}^{\infty }\prod _{n=0}^{\infty }{\frac {1-p^{m+1}q^{n+1}/z}{1-p^{m}q^{n}z}}.}
Aquesta obeeix diverses identitats:
{\displaystyle \Gamma (z;p,q)={\frac {1}{\Gamma (pq/z;p,q)}}\,}
{\displaystyle \Gamma (pz;p,q)=\theta (z;q)\Gamma (z;p,q)\,}
{\displaystyle \Gamma (qz;p,q)=\theta (z;p)\Gamma (z;p,q),\,} on {\displaystyle \theta } és la funció q-theta.
Quan {\displaystyle p=0}, es redueix al símbol q-Pochhammer infinit:
{\displaystyle \Gamma (z;0,q)={\frac {1}{(z;q)_{\infty }}}.}

## Fórmula de multiplicació
Definim
{\displaystyle {\tilde {\Gamma }}(z;p,q):={\frac {(q;q)_{\infty }}{(p;p)_{\infty }}}(\theta (q;p))^{1-z}\prod _{m=0}^{\infty }\prod _{n=0}^{\infty }{\frac {1-p^{m+1}q^{n+1-z}}{1-p^{m}q^{n+z}}}.}
A continuació, s'hi afegeix la següent fórmula {\displaystyle r=q^{n}} (Felder & Varchenko (2003)).
{\displaystyle {\tilde {\Gamma }}(nz;p,q){\tilde {\Gamma }}(1/n;p,r){\tilde {\Gamma }}(2/n;p,r)\cdots {\tilde {\Gamma }}((n-1)/n;p,r)=\left({\frac {\theta (r;p)}{\theta (q;p)}}\right)^{nz-1}{\tilde {\Gamma }}(z;p,r){\tilde {\Gamma }}(z+1/n;p,r)\cdots {\tilde {\Gamma }}(z+(n-1)/n;p,r).}